# Desa Satra (administrativ by i Indonesien, lat -8,56, long 115,40)
Desa Satra är en administrativ by i Indonesien.   Den ligger i provinsen Provinsi Bali, i den sydvästra delen av landet, 1 000 km öster om huvudstaden Jakarta. Desa Satra ligger på ön Bali.